# Harrokträsket
Harrokträsket är en sjö i Jokkmokks kommun i Lappland och ingår i Luleälvens huvudavrinningsområde. Sjön har en area på 0,107 kvadratkilometer och ligger 286,1 meter över havet.
Namnet är en blandning mellan samiska och svenska där förleden kommer av det samiska ordet för harr.

## Delavrinningsområde
Harrokträsket ingår i det delavrinningsområde (734621-170163) som SMHI kallar för Inloppet i Holmträsket. Medelhöjden är 329 meter över havet och ytan är 25,05 kvadratkilometer. Det finns inga avrinningsområden uppströms utan avrinningsområdet är högsta punkten. Holmträskbäcken som avvattnar avrinningsområdet har biflödesordning 3, vilket innebär att vattnet flödar genom totalt 3 vattendrag innan det når havet efter 157 kilometer. Avrinningsområdet består mestadels av skog (71 procent) och sankmarker (10 procent). Avrinningsområdet har 1,27 kvadratkilometer vattenytor vilket ger det en sjöprocent på 5,1 procent.